# Mieszko III
Mieszko III, bijg. de Oude (ca. 1126 – 13 maart 1202) was hertog van Groot-Polen (vanaf 1138) en formeel eerste hertog van Polen. Mieszko was zoon van Bolesław III van Polen en diens tweede vrouw Salomea van Berg-Schelklingen.

## Eerste hertog Wladislaus
Na de dood van zijn vader werd het Poolse Rijk in 1138 volgens diens testament verdeeld. Mieszko kreeg het nieuw gevormde hertogdom Groot-Polen, dat het westelijke deel van de historische regio Groot-Polen omvatte. In feite kreeg Mieszko de gebieden rond Poznań (stad). Zijn oudere halfbroer Wladislaus was in het testament als eerste hertog van Polen aangewezen. De bedoeling hiervan was dat de broers gelijkwaardig zouden zijn maar dat de oudste als eerste hertog veruit het grootste bezit zou hebben en als een soort staats- en familiehoofd zou optreden.
Mieszko en zijn broer Bolesław IV van Polen begonnen met hun moeder samen te spannen tegen Wladislaus. In 1041 maakten ze afspraken om het weduwengoed van Salomea (de gebieden rond Łęczyca) te verdelen tussen Mieszko en Bolesław, hoewel dit volgens het testament van hun vader na de dood van Salomea zou moeten vervallen aan de eerste hertog (Wladislaus). Ook probeerden ze hun zuster Agnes te verloven met een zoon van Vsevolod II van Novgorod (zonder toestemming van Wladislaus als familiehoofd). Doel van deze verloving was dan ook om een bondgenootschap te vormen tegen Wladislaus. Vsevolod gaf echter de voorkeur aan een bondgenootschap met Wladislaus en verloofde zijn dochter met Bolesław I van Silezië-Breslau, zoon van Wladislaus. Samen met Vsevolod kon Wladislaus zijn halfbroers en hun moeder eenvoudig verslaan, en kreeg ze zo weer onder controle.
Salomea stierf in 1144 en haar gebieden vervielen aan volgens het testament aan Wladislaus. Mieszko en zijn broer Bolesław maakten hiertegen bezwaar want zij wilden nu dat deze gebieden zouden overgaan op hun jongere broer Hendrik. Opnieuw kwam het tot gevechten. Na aanvankelijke successen werden de broers in 1145 verslagen door Wladislaus en Vsevolod. Opnieuw onderwierpen Mieszko en Bolesław zich. Wladislaus en zijn ambitieuze vrouw Agnes zetten hun politiek om alleenheerser over Polen te worden nu met kracht door. Ze kwamen daardoor in conflict met de belangrijke edelman Piotr Włostowic. Piotr werd in een hinderlaag gevangengenomen, zijn ogen en tong werden uitgerukt en hij werd verbannen. Hij trok naar Kiev en begon een succesvolle intrige tegen Wladislaus.
Wladislaus voelde zich minder zeker van zijn zaak en besloot om een nieuwe bondgenoot te zoeken: in 1146 huldigde hij zijn zwager, keizer Koenraad III als heer. Hoewel zijn zoon met een deel van zijn leger in Rusland was om Vsevolod te steunen, begon Wladislaus een oorlog tegen zijn halfbroers. Mieszko en Bolesław trokken zich terug op Poznań. Wladislaus kreeg toen echter te maken met een opstand van zijn eigen edelen, en werd door de kerk geëxcommuniceerd naar aanleiding van de behandeling van Piotr Włostowic. In mei 1146 moest Wladislaus met zijn gezin naar Duitsland vluchten. Omdat Bolesław de oudste van de broers was kreeg hij de titel van eerste hertog en de goederen van Wladislaus. Hun jongere broer Hendrik kreeg nu ook een eigen hertogdom. Een poging van een Duits leger om de situatie te herstellen mislukte later in 1146 door de hoge stand van de Oder en fel verzet van lokale Poolse troepen. In 1147 erkende de paus in correspondentie over de stichting van een klooster de positie van de drie broers als heersers over Polen.

## Eerste hertog Bolesław
Mieszko nam in 1147 deel aan de kruistocht tegen de Wenden (Slavische stammen). Maar Mieszko had een duidelijke eigen agenda: hij deed alles wat in zijn vermogen was om de heidense stammen te beschermen die hij als onderhorig aan Polen beschouwde. Dit ging zelfs zo ver dat hij sommige stammen militaire hulp gaf. Een bespreking met Albrecht de Beer, de leider van de kruistocht, kon de spanningen wegnemen. Om de goede verstandhouding te bezegelen trouwde Miesko's zuster Judith met Albrechts zoon Otto I van Brandenburg.
Keizer Frederik I Barbarossa had de steun nodig van de familie van Agnes, de vrouw van Wladislaus. Daarom probeerde Frederik in 1157 om Wladislaus weer in zijn positie te herstellen. Bolesław moest zich overgeven. Op een landdag in Maagdenburg moesten hij en zijn broers om vergeving smeken. Ze moesten Silezië teruggeven aan Wladislaus, een hoge schatting betalen en voorraden leveren voor Frederiks oorlog in Italië. Als waarborg voor deze afspraken moest hun jongste broer Casimir II van Polen in Duitsland blijven als gijzelaar. Bolesław vertraagde het uitvoeren van de overeenkomst zo lang mogelijk, pas in 1163 gaf hij onder nieuwe Duitse druk Silezië op, aan de twee zonen van de inmiddels overleden Wladislaus.
De jongste broer Hendrik sneuvelde in 1166 tegen de Pruisen. In zijn testament had hij zijn hertogdom rond Sandomierz nagelaten aan zijn jongste broer Casimir, die nog geen hertogdom had. Bolesław wilde het hertogdom echter zelf annexeren. Casimir begon daarop een opstand tegen Bolesław, en kreeg hulp van Mieszko en een aantal belangrijke edelen en bisschoppen. Uiteindelijk zag Bolesław zich gedwongen om een compromis te aanvaarden. Er dreigde opnieuw een burgeroorlog toen Bolesław I van Silezië-Breslau in zijn testament zijn zoon uit zijn tweede huwelijk tot enige erfgenaam benoemde. Mieszko steunde de onterfde oudste zoon. Uiteindelijk trok Mieszko naar het Duitse hof en bereikte hij daar een diplomatieke oplossing waarbij Bolesław I van Silezië-Breslau een deel van zijn bezit aan zijn oudste zoon moest afstaan.

## Mieszko als eerste hertog
Eerste hertog Bolesław overleed in 1173 en Mieszko volgde hem op als eerste hertog omdat hij de oudste nog levende broer was. Mieszko handhaafde zijn hof in Poznan en liet het domein van de eerste hertog (Klein-Polen) door een gouverneur besturen. Deze voerde hoge belastingen in Klein-Polen in. In het buitenland wist Mieszko enkele goede resultaten te boeken: hij trouwde zijn dochter Elisabeth met Soběslav II van Bohemen, en zijn dochter Anastasia met hertog Bogislaw I van Pommeren. Pommeren kwam hierdoor feitelijk onder Pools gezag.
Mieszko werd in 1177 compleet verrast door een opstand van zijn oudste zoon Odon, met hulp van de bisschop van Krakau, Casimir en Bolesław I van Silezië-Breslau. Odon was tot opstand gedreven omdat zijn vader hem wilde dwingen om geestelijke te worden, om zo zijn hele erfenis aan zijn zoons uit zijn tweede huwelijk te kunnen doorgeven. Ieder van de opstandelingen had zijn eigen doel: Odon wilde het hertogdom Groot-Polen, Casimir wilde Klein-Polen en de titel van eerste hertog, en Bolesław wilde de macht over heel Silezië. Toen deze afspraken werden geformaliseerd in een verdrag kozen Jaroslav van Opole en Mieszko van Silezië voor oorlog tegen Bolesław, en dus voor Mieszko. Uiteindelijk was Mieszko gedwongen om te vluchten naar zijn neef Mieszko in het hertogdom Ratibor. Odon werd hertog van Groot-Polen en Casimir werd eerste hertog en kreeg Klein-Polen.
In 1179 trok Mieszko naar Bohemen om steun te zoeken bij zijn schoonzoon Soběslav maar die kon of wilde hem niet helpen. Daarop zocht Mieszko hulp bij keizer Frederik. Die wilde Mieszko wel helpen om de heerschappij over Polen terug te krijgen maar eiste een betaling van 10.000 zilverstukken vooraf, en die had Mieszko niet. Uiteindelijk wilde zijn schoonzoon Bogislaw van Pommeren hem wel helpen. In 1181 kon Mieszko zo het grootste deel van Groot-Polen heroveren op Odon. Casimir deed vreemd genoeg niets om Odon te helpen.
Nu Mieszko weer eigen gebieden had, had hij ook weer zilver om Duitse steun te kopen. Hij begon in 1184 onderhandelingen met keizer Hendrik VI maar werd afgetroefd door Casimir die een hoger bod deed, en zo een bondgenootschap met Hendrik sloot. Na deze mislukking lukte het Mieszko wel om zijn kinderloze neef Leszek van Mazovië te overtuigen om hem tot erfgenaam te benoemen. In 1185 veranderde Leszek zijn testament echter ten gunste van Casimir. Toen Leszek in 1186 overleed lukte het Mieszko wel om een deel van zijn gebieden te bezetten en te behouden.
In 1191 brak een opstand uit in Klein-Polen. Mieszko was daardoor in staat om Krakau te bezetten en riep zichzelf weer uit tot eerste hertog. Casimir kon de opstand snel onderdrukken en verdreef Mieszko weer uit Krakau. Toen Casimir in 1194 overleed, probeerde Mieszko weer erkenning te krijgen als eerste hertog. De adel van Klein-Polen gaf echter de voorkeur aan de zoons van Casimir. Deze tegenstelling leidde tot de bloedige slag bij Jędrzejów. Mieszko verloor deze veldslag en raakte zwaargewond. Hoewel troepen van Jaroslav van Opole en Mieszko van Silezië hem te hulp kwamen besloot Mieszko de gevechten op te geven.
Na lange onderhandelingen met Helena van Znaim, de weduwe van Casimir, werd Mieszko in 1198 erkend als eerste hertog. Een jaar later werd hij alweer door de adel van Klein-Polen afgezet maar werd begin 1202 weer hersteld als eerste hertog, hoewel hij veel van zijn bevoegdheden moest afstaan.

## Huwelijken en kinderen
Rond 1140 was Mieszko gehuwd met Elisabeth van Hongarije, dochter van koning Béla II van Hongarije. Na haar dood hertrouwde hij rond 1154 met Eudoxia van Kiev († 1209), dochter van grootvorst Izjaslav II van Kiev. Mieszko en Elisabeth kregen de volgende kinderen:
- Odon, hertog van Posen en Kalisch († 1194)
- Stefan
- Ludmilla († 1223), gehuwd met Frederik I van Lotharingen († 1207)
- Judith (voor 1154 – na 12 december 1201), in 1170 gehuwd met Bernhard III van Saksen (1140-1212)
- Elisabeth († 1209), gehuwd met hertog Soběslav II van Bohemen (1128-1180) en 1181 met markgraaf Koenraad II van Meißen-Lausitz

Mieszko en Eudoxia kregen de volgende kinderen:
- Bolesław van Koejavië (1159-1195)
- Salome (ca. 1162/1164 – na 1183), in 1177 gehuwd met hertog Ratibor II van Pommeren (1160-1185)
- Anastasia (ca. 1164 – na 31 mei 1240), gehuwd met hertog Bogislaw I van Pommeren (ca. 1130-1187)
- Mieszko van Kalisch († 1193)
- Wladyslaw III van Polen († 1231).

## Voorouders
| Voorouders van Mieszko III van Polen | Voorouders van Mieszko III van Polen                                           | Voorouders van Mieszko III van Polen                                           | Voorouders van Mieszko III van Polen                                           | Voorouders van Mieszko III van Polen                                           |
| ------------------------------------ | ------------------------------------------------------------------------------ | ------------------------------------------------------------------------------ | ------------------------------------------------------------------------------ | ------------------------------------------------------------------------------ |
| Overgrootouders                      | Casimir I van Polen (1016-1058) ∞ Dobrognewa van Kiev (1012-1087)              | Vratislav II van Bohemen (1035-1092) ∞ Adelheid van Hongarije (1040-1062)      | ? (-) ∞ ? (–)                                                                  | Diepold II van Vohburg (-1078) ∞ Lutgard van Zähringen (1047-1119)             |
| Grootouders                          | Wladislaus I Herman van Polen (1043-1102) ∞ Judith Přemysl (1057-1086)         | Wladislaus I Herman van Polen (1043-1102) ∞ Judith Přemysl (1057-1086)         | Hendrik van Berg-Schelklingen (1050-1113) ∞ Adelheid van Mochental (-)         | Hendrik van Berg-Schelklingen (1050-1113) ∞ Adelheid van Mochental (-)         |
| Ouders                               | Bolesław III van Polen (1073-1113) ∞ Salomea van Berg-Schelklingen (1101-1144) | Bolesław III van Polen (1073-1113) ∞ Salomea van Berg-Schelklingen (1101-1144) | Bolesław III van Polen (1073-1113) ∞ Salomea van Berg-Schelklingen (1101-1144) | Bolesław III van Polen (1073-1113) ∞ Salomea van Berg-Schelklingen (1101-1144) |
| Mieszko III van Polen (1126-1202)    |                                                                                |                                                                                |                                                                                |                                                                                |

Siemowit · Lestko · Siemomysł · Mieszko I · Bolesław I · Mieszko II Lambert · Bezprym · Mieszko II Lambert · Casimir I · Bolesław II · Wladislaus I Herman · Zbigniew · Bolesław III · Wladislaus II · Bolesław IV · Mieszko III · Casimir II · Leszek I · Wladislaus III · Mieszko IV · Koenraad · Hendrik I · Hendrik II · Koenraad · Bolesław V · Leszek II · Hendrik IV · Przemysł II · Wenceslaus II · Wenceslaus III · Wladislaus I · Casimir III · Lodewijk · Hedwig · Wladislaus II Jagiello · Wladislaus III · Casimir IV · Jan I Albrecht · Alexander · Sigismund I · Sigismund II August I · Hendrik · Anna · Stefanus Báthory · Sigismund III · Wladislaus IV · Jan II Casimir · Michaël Korybut Wiśniowiecki · Jan III Sobieski · August II · Stanislaus I Leszczyński · August II · Stanislaus I Leszczyński · August III · Stanislaus II August Poniatowski